# Sylvia Broeckaert
Sylvia Broeckaert (Brugge, 16 juni 1962) is een Belgische programmamaakster en presentatrice bij VRT/ Klara. Na het behalen van een licentie in de musicologie (R.U.G. 1985), studeerde ze ook zang aan het Conservatorium van Brussel en Gent en aan de Schola Cantorum Basiliensis (René Jacobs). Ze was enkele jaren actief als zangeres in de oude muziekwereld (Pandora, Collegium Vocale Gent). Vanaf 1992 begon zij als muzieksamenstelster te werken bij Radio 3 (nu Klara), waar zij vanaf 1997 voltijds presentator-muzieksamensteller werd.
Bij Klara maakte en presenteerde Broeckaert het vocale programma Fidelio op zondagmiddag en Klara Live Opera op zaterdagavond. Anno 2024 maakt en presenteert ze Zalige Zondag en Klara Classic/Live. Ze recenseert operapremières voor Klara en heeft verschillende boeken geschreven. Naast haar radio-opdracht verzorgt Sylvia vaak concertpresentaties (in het Nederlands, Frans, Engels en Italiaans) voor diverse instanties zoals het Davidsfonds, de Fortisbank, Europalia, L’Oréal-Unesco, Koning Boudewijn Stichting, Provinciebestuur A’pen en Westvlaanderen, de stichting Beautifulabc. 

## Studies
- Licenciate musicologie, Universiteit Gent (1985)

## Programma's
- Fidelio, Zalige Zondag
- Klara Live (opera), Klara Classic